# Gryllotalpa vigintiunum
Gryllotalpa vigintiunum är en insektsart som beskrevs av Baccetti 1991. Gryllotalpa vigintiunum ingår i släktet Gryllotalpa och familjen mullvadssyrsor. Inga underarter finns listade i Catalogue of Life.